# Orangen und Tode
Orangen und Tode ist ein Buch von Jürg Federspiel. Es erschien erstmals 1961  im Piper Verlag und ist das Erstlingswerk Federspiels.

## Inhalt
Orangen und Tode ist eine Sammlung von acht Kurzgeschichten.

### Calaveras und die Raben
In ein Einfamilienhaus fliegen eines Tages Schwalben durchs Fenster. Der darin wohnende Mann hat sich vor einigen Jahren in die Frau eines Kollegen verliebt, der später an Magenkrebs gestorben ist. Seitdem ist er von seiner eigenen Frau frustriert. Am Ende ist eine Explosion in der Waschküche zu hören.

### Orangen vor ihrem Fenster
Während des Zweiten Weltkriegs versteckt sich ein desertierter Wehrmachtssoldat in einem französischen Dorf. Eine Bewohnerin signalisiert ihm mit Orangen im Fenster, dass keine Gefahr in Sicht ist. Wenn Gefahr droht, nimmt sie diese weg. Als das Dorf von französischen Soldaten und den Amerikanern eingenommen wird, ist die Bewohnerin verschwunden und der Deserteur wird gelyncht.

### Dikurrante Bissifil Sifilaufirorum
Die kleine Malli lebt bei ihrer Tante, denn ihr Vater ist an Alkoholismus verstorben. Bei der Beerdigung des Vaters kommt eine Sturmbö auf, die den versammelten Damen zuerst die Röcke aufweht. Als die Trauergäste alle auf einen Haufen geweht werden, beginnt Malli zu lallen und freut sich.

### Ein Rapport. Nachts
Im Urlaub in Frankreich lernt der Erzähler, der gerade die Antwort auf einen Brief prokrastiniert, bei Mondschein ein Mädchen kennen und gerät in Ekstase. Noch in der Nacht verfasst er den Brief. Als er das Mädchen am nächsten Morgen wiedersieht, möchte er zuerst den Brief in den Postkasten werfen. Nach seiner Rückkehr ist es spurlos verschwunden.

### Ausblick auf eine Expedition
Malaan, ein junger Mann fährt gegen Mitternacht per Anhalter. Nachdem er gebeten worden ist  zu fahren, hat er einen Unfall. Die Insassen gehen mit ihm in ein Gasthaus und versorgen ihn mit Kaffee und Fleischkäse.

### Die Monderau-Chronik
Der Name des fiktiven Schweizer Kurorts Monderau erinnert den Erzähler an den Mond, tatsächlich leitet er sich von  Mondrauten her.  Ein Kurgast erzählt kuriose Geschichten aus dem Zweiten Weltkrieg.

### Tod eines Fohlens
Ein Fohlen springt in einen Stacheldrahtzaun und muss vom Tierarzt eingeschläfert werden. Der zwölfjährige Sohn des Pferdebesitzers bekommt darauf nachts Alpträume.

### Der Anhalter
Ein Anhalter wandert an einer Schweizer Passstrasse in der glühenden Mittagssonne entlang. In der Hitze bekommt er Wahnvorstellungen und träumt, ein Auto, das er anhalten wollte, habe ihn überfahren. Als schliesslich ein Auto anhält und ihn der Fahrer fragt, ob er ihn mitnehmen solle, läuft der Anhalter trotzig davon.

## Kritik
„Die zwischen sachlicher Berichterstattung und kompliziertem Surrealismus schwankende Erzähltechnik Federspiels ist durchaus originell, doch sind einige seiner Geschichten allzu angestrengt in Todesnähe gebracht.“

### Ausgaben
- Jürg Federspiel: Orangen und Tode. München. Piper 1961(Erstausgabe).
- Jürg Federspiel: Orangen und Tode. Frankfurt am Main Suhrkamp 1985, ISBN 3-518-37655-1.